# Лакичевич, Иван
Ива́н Лаки́чевич (серб. Иван Лакићевић; 27 июля 1993, Белград, Союзная Республика Югославия) — сербский футболист, защитник клуба «Дженоа».

## Клубная карьера
Иван является воспитанником белградской «Црвены Звезды».
В 2011 году Лакичевич перешёл в «Доньи Срем». 14 августа 2011 дебютировал за клуб из Печинци. Иван сразу же стал игроком основного состава «Доньи Срема», проведя в сезоне 2011/12 23 игры, а его клуб, заняв второе место в Первой лиге, получил право выступать в Суперлиге Сербии.
В высшем футбольном дивизионе Сербии Лакичевич дебютировал 20 октября 2012 года в матче с командой «Раднички» из Крагуеваца. В сезоне 2012/13 Иван принял участие в 9 матчах чемпионата, в следующем — в 24 играх.